# Enlightenment Foundation Libraries
Enlightenment Foundation Libraries, EFL — набор программных библиотек графического интерфейса, компоненты которого составляют основу оконного менеджера Enlightenment. Библиотеки EFL позволяют строить визуально привлекательный графический интерфейс, отличающийся компактностью и низким потреблением ресурсов. Это позволяет использовать EFL в интерфейсах бытовой техники и мобильных устройств. Например EFL используется в бытовой технике Electrolux и телефонах Samsung. EFL является составной частью платформы Tizen.